# Michael Johnson (cestista)
Michael Johnson (Las Vegas, 27 settembre 1976) è un ex cestista statunitense, professionista in Italia, Israele e Messico.

## Carriera
Johnson arriva in Italia nella stagione 2005-06, in cui si divide tra Curtiriso Casale Monferrato e Banca Nuova Trapani, in Legadue.
Nel 2006-07 è in Israele, con l'Ironi Nahariya. Nel 2007-08 gioca in Messico nell'Halcones Xalapa.

## Palmarès
- Campione CBA (2002)
- 2 volte CBA All-Defensive First Team (2002, 2003)